# Nord III
Nord III – jacht, na którym Andrzej Urbańczyk samotnie przepłynął Ocean Spokojny trasą San Francisco – Tokio – San Francisco.
„Nord III” był typowym jachtem regatowym, produkcji firmy Eriscson, klasy Ericson 27, zbudowanym z laminatów wzmacnianych włóknem szklanym. 
Typ ożaglowania – slup.
| Długość całkowita       | 8,15 m             |
| Długość po linii wodnej | 6,25 m             |
| Zanurzenie              | 1,83 m             |
| Szerokość               | 2,74 m             |
| Wyporność               | 3178 kg            |
| Balast (ołów)           | 1317 kg            |
| Powierzchnia żagli      | 35 m²              |
| Wysokość pod pokładem   | 1,85 m             |
| Silnik manewrowy        | Atomic 4           |
| Olinowanie              | stal nierdzewna    |
| Samoster                | konstrukcja własna |

| Etap | Trasa                                   | Czas                     | Dni | Mile | Uwagi                              |
| ---- | --------------------------------------- | ------------------------ | --- | ---- | ---------------------------------- |
| I    | Los Angeles San Francisco               | 5 VI – 17 VII 1977 r.    | 11  | 500  | Etap próbny                        |
| II   | San Francisco Honolulu                  | 21 VII – 14 VIII 1977 r. | 23  | 2500 |                                    |
| III  | Po Archipelagu Hawajskim                | 15 VIII – 6 X 1977 r.    | 53  | 1000 | Żegluga zespołowa                  |
| IV   | Honolulu Wake – Iwo Jima Tokio Jokohama | 7 X – 22 XI 1977 r.      | 53  | 4500 | W tym 2 dni na Wake i na Iwo Jimie |
| V    | Tokio San Francisco                     | 24 IV – 11 VI 1978 r.    | 49  | 5000 | Nowy rekord trasy                  |